# Carne seca
 (août 2017).
Si vous disposez d'ouvrages ou d'articles de référence ou si vous connaissez des sites web de qualité traitant du thème abordé ici, merci de compléter l'article en donnant les références utiles à sa vérifiabilité et en les liant à la section « Notes et références ».

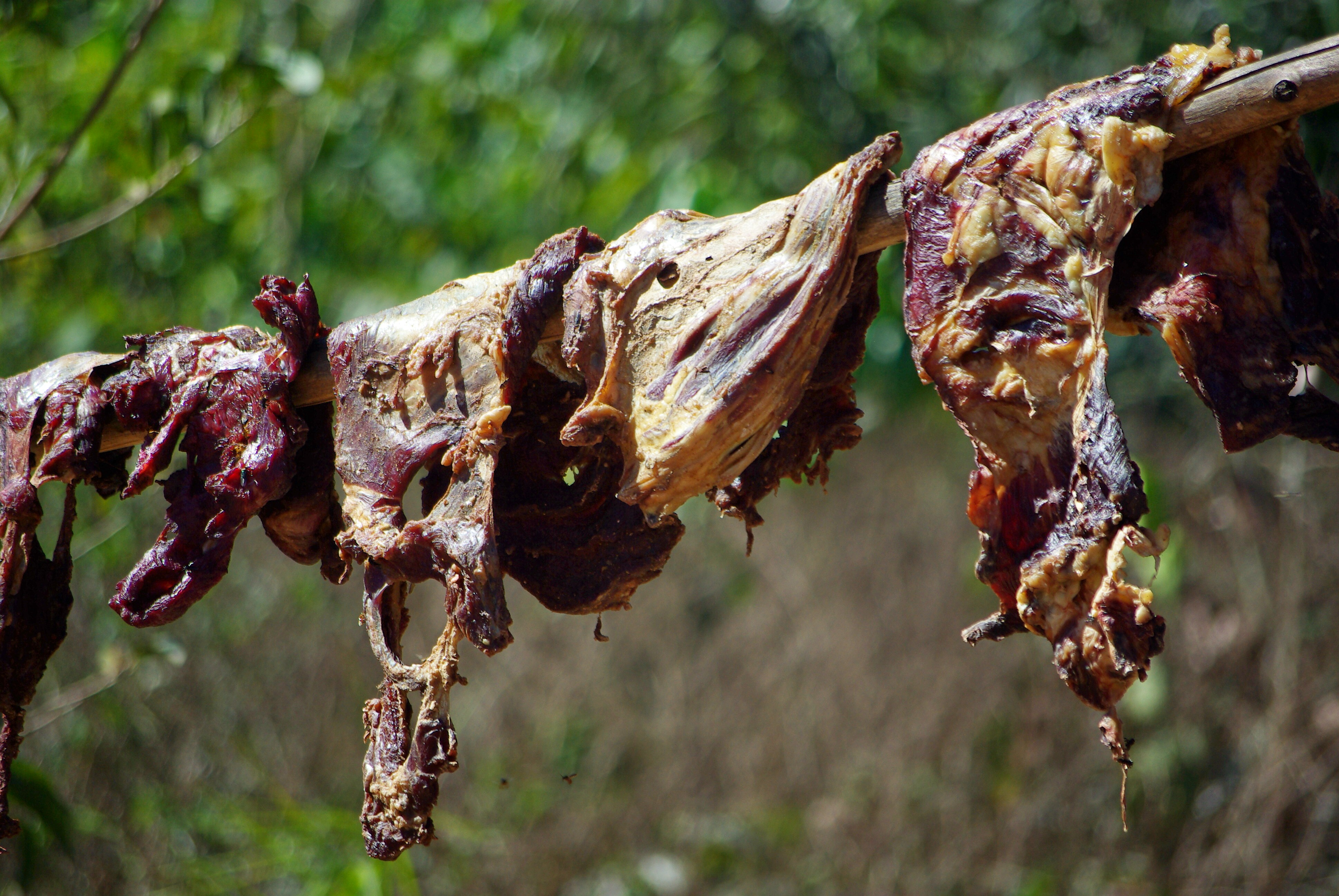
Carne seca mis à sécher.

Charque sur un étal.

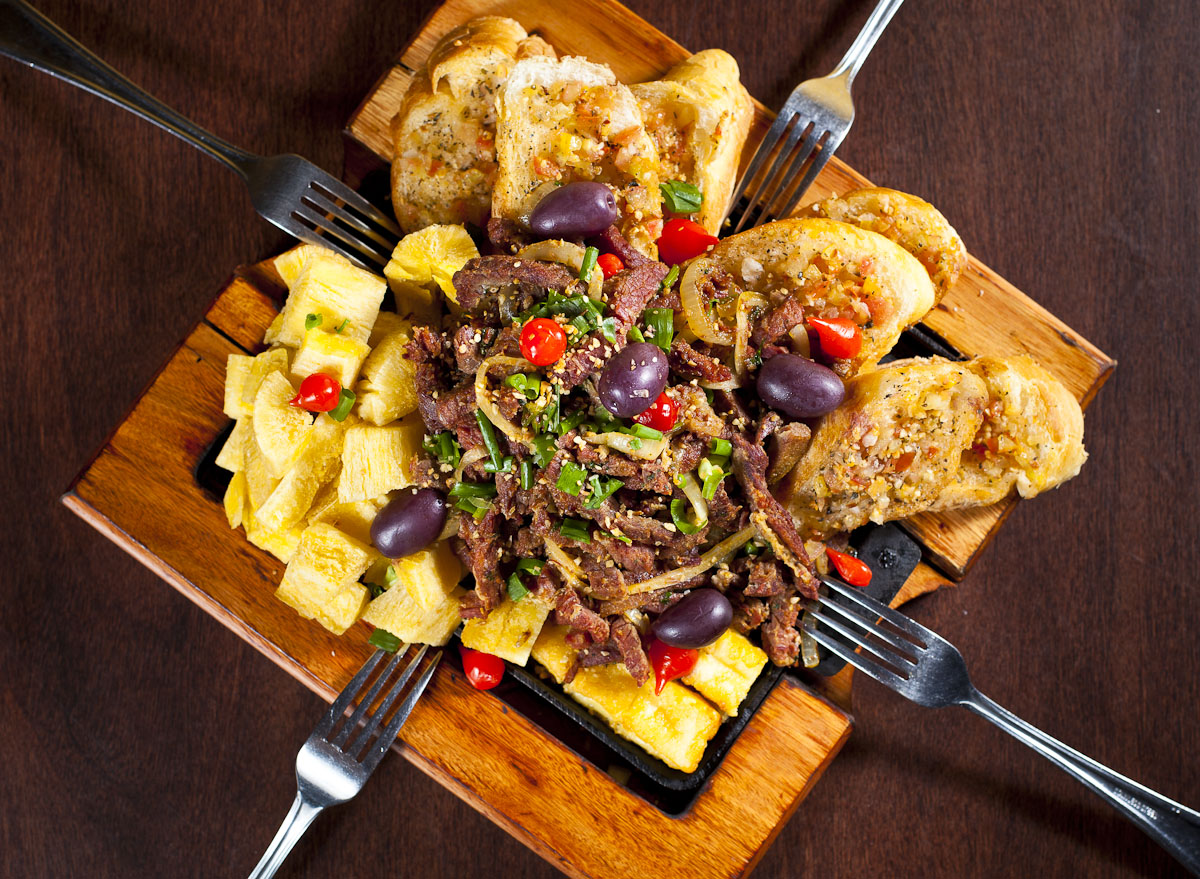
Porção de Carne Seca.

La carne seca est une viande séchée très salée, spécialité du Brésil.
Elle est aussi appelée charque, terme quechua signifiant « viande salée ».
À ne pas confondre avec la carne de sol, qui est moins salée et moins sèche et, par conséquent, se conserve moins longtemps.